# Becca Tobin
Rebecca "Becca" Tobin (ur. 18 stycznia 1986 r. w Marietcie w stanie Georgia) − amerykańska aktorka telewizyjna i sceniczna, wokalistka oraz tancerka.

## Życiorys
Córka pary prawników, ma starszą siostrę. W 2004 ukończyła Wheeler High School. W szkole średniej była dręczona przez rówieśniczki. Studiowała sztukę widowiskową w The American Musical and Dramatic Academy (AMDA). W 2005 debiutowała w teatrze, w musicalu Andrew Lloyda Webbera Koty. W 2012 dołączyła do obsady serialu telewizji Fox Glee; otrzymała angaż do roli Kitty Wilde. W serialu grała przez trzy sezony, aż do marca 2015.
Była związana z właścicielem klubu nocnego Mattem Bendikem, który zmarł 10 lipca 2014.

## Dorobek artystyczny

### Filmografia
- 2009: Wiener & Wiener jako Heather
- 2012−2015: Glee jako Kitty Wilde
- 2013: Watch What Happens: Live jako ona sama
- 2014: Jej Szerokość Afrodyta (Drop Dead Diva) jako Cesarzowa Katia
- 2014: Mystery Girls jako Kimmee Kittson
- 2014: House of DVF jako ona sama
- 2015: Agenci NCIS: Los Angeles (NCIS: Los Angeles) jako

### Występy sceniczne
- 2005: Koty jako Etcetera
- 2006: Chicago jako Roxie Hart
- 2006–2007: West Side Story jako Velma
- 2007: Seven Brides
- 2008, Paper Mill Playhouse: High School Musical on Stage!
- 2008: Annie
- 2008–2009: Oklahoma!
- 2009–2011, Broadway: Rock of Ages jako Sherrie/rola głosowa

### Dyskografia
- 2012: Glee: The Music Presents Glease
- 2012: Glee: The Music, Season 4, Volume 1
- 2013: Glee Sings the Beatles
- 2013: A Katy or A Gaga (EP)
- 2013: Movin' Out (EP)
- 2013: Glee: The Music, The Christmas Album Volume 4
- 2014: City of Angels (EP)
- 2015: The Hurt Locker, Part Two (EP)
- 2015: Child Star (EP)
- 2015: The Rise and Fall of Sue Sylvester (EP;)
- 2015: We Built This Glee Club (EP)

## Nagrody i wyróżnienia
- 2013, Teen Choice Awards:
  - nominacja do nagrody Teen Choice w kategorii telewizyjny złoczyńca